# لوكانية

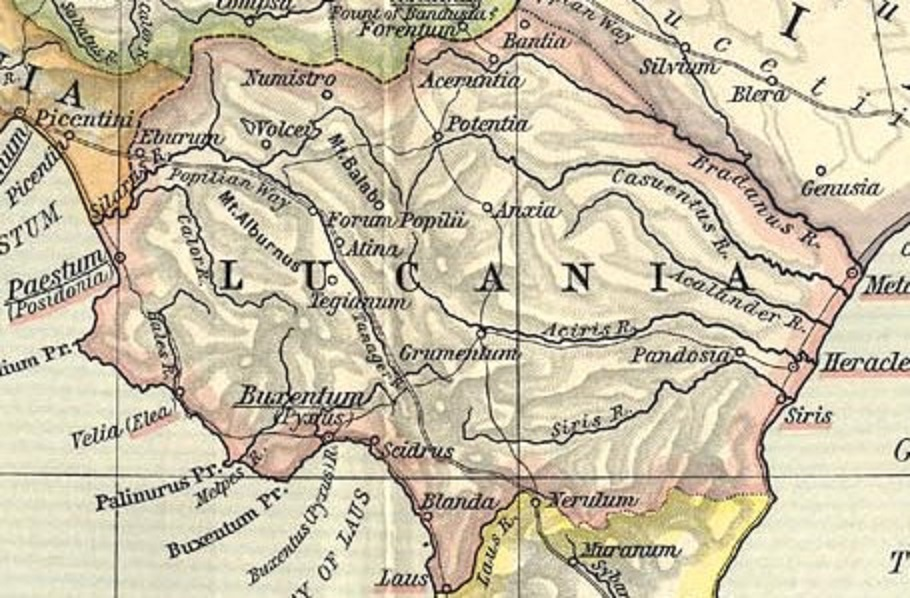
خريطة لوكانية

لوكانية أو(نقحرة: لوكانيا) في الجغرافيا القديمة هو إقليم في جنوب إيطاليا.

## الموقع
تمتد من بحر طرانة إلى خليج طارنت. يجاورها إلى الشمال إقليم كمبانية وسامنيوم وبوليا، ويفصلها إلى الجنوب برزخ ضيق عن منطقة بروتي (قلورية). وهكذا يشمل الإقليم تقريبا كل محافظة بَزِيلِكاتة الحديثة، مع الجزء الأعظم من مقاطعة سلرنو وجزءا من مقاطعة كوزنسا. الحدود الدقيقة للإقليم كانت نهر سيلاروس في المنطقة الشمالية الغربية والذي فصله عن كمبانية ونهر برادانوس الذي يصب في خليج طارنت في المنطقة الشمالية الشرقية؛ بينما يتدفق النهران الصغيران لاوس (لاو) وكراثيس (كراتي) من حافة جبال الأبينيني إلى البحر على الغرب والشرق حيث أشّرا لحدود المنطقة بجانب إقليم بروتي.

## الجغرافيا
تحتل جبال الأبينيني الإقليم بأكمله تقريبا. وهي تشكل هنا مجموعة غير منتظمة من الكتل الصخرية العالية. تقترب الحافة الرئيسية من البحر الغربي، وتستمر على حدود سامنيوم، تقريبا باتجاه الجنوب حتى بضعة أميال من خليج بوليكاسترو، وبعدها ينفصل عن البحر بقطعة أرض ضيقة حتى يدخل منطقة بروتيوم (قلورية الحالية). وفي حدود لوكانية يرتفع جبل مونتي بولينو بعلو 7325 قدم (2233 متر)، وهو يمثل القمة الأعلى في جنوب الأبينيني. وتنخفض الجبال بانحدار تدريجي إلى السهل الساحلي قرب خليج طارنت. هكذا فالأنهار التي تصب في بحر طرانة أقل أهمية من تلك التي تصب نحو خليج طارنت. أهمها برادانوس (برادانو)، كاسوينتوس (باسينتو)، أكيريس (أغري)، وسيريس (سينو). ونهر كراثيس الذي يتكون من مصبه في الحد الجنوبي للمحافظة، ينتمي كله تقريبا إلى أرض بروتي، ولكن يدخل به أحد الروافد وهو سيباريس (كوشيلي)، من جبال لوكانية. الجدول الكبير الوحيد على الجانب الغربي هو سيلاروس (سيلي)، الذي يشكل الحد الشمالي، وله رافدان مهمان هما فيكالور (كالوري لوكانو) وتاناغر (تاناغرو أو نيغرو) الذي ينضم إليه من الجنوب.

## التاريخ

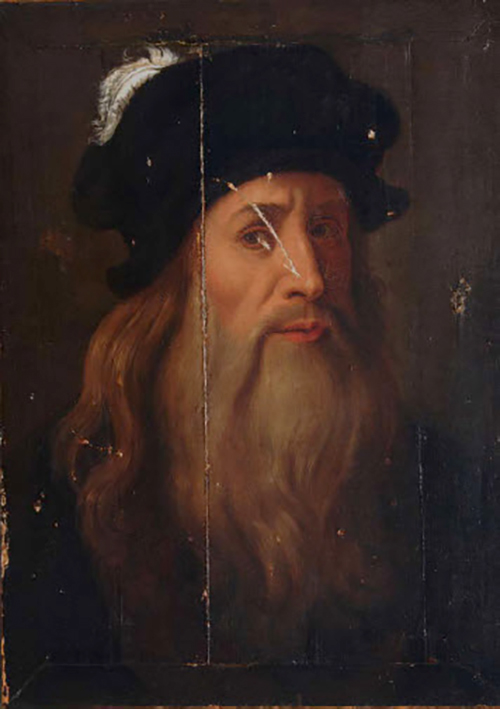
بورترية لوكانية لليوناردو دا فنشي هي لوحة من أواخر القرن الخامس عشر أو أوائل القرن السادس عشر عبارة عن بورترية لرجل ينسب لكونه ليوناردو دافنشي تم اكتشافها في عام 2008 في خزانة منزل قديم لوكانية.

اكتسبت منطقة لوكانية هذا الاسم نسبة لشعب لوكاني أو اللوكانيين الذين غزوا الإقليم حوالي منتصف القرن الخامس ق م. وقبل تلك الفترة كان اسمها أوينوترا، الذي أطلقه اليونانيون على أقصى جنوب إيطاليا. أما الدواخل الجبلية فكانت تسكنها القبائل المعروفة باسم الأوينوتريين والخونيس، بينما السواحل على كلا الجانبين أنشئت فيها المستعمرات اليونانية القوية والتي أمنت الدواخل أو فرضت الحماية والوصاية عليها. وكان اللوكانيون فرعا جنوبيا من قبائل السامنيين أو السابيليين، الذي تكلموا لغة أوسكانية. ونعرف من سترابون بأنه كان عندهم دستور ديمقراطي إلا زمن الحرب، عندما يتم اختيار دكتاتور من بين الحكام المنتظمين. بقيت بضعة نقوش أوسكانية، أغلبها كانت بحروف يونانية من القرن الرابع أو الثالث قبل الميلاد، وبعض العملات النقدية عن الأساطير الأوسكانية من القرن الثالث قبل الميلاد. غزا اللوكانيون البلاد بأكملها بشكل تدريجي (باستثناء البلدات اليونانية على الساحل) من حدود سامنيوم وكمبانية إلى الحد الجنوبي الأقصى لإيطاليا. بعد ذلك ثار سكان شبه الجزيرة المعروفة الآن باسم قلورية في تمرد، واستقلوا تحت اسم شعب البروتيين، وبعدها أصبح اللوكانيون محصورين ضمن الحدود الموصوفة سابقا. انشغلوا بعدها في العداوات مع التارانتيين، ومع ألكساندر ملك إبيروس، والذي قاموا بدعوته من قبل لمساعدتهم عام 326 ق م. ويذكر ليفي أنه في عام 298 ق م عقدوا تحالفا مع روما، وامتد التأثير الروماني بمستعمرات فينوسيا (فينوسا) (273 ق م)، وبايستوم (273 ق م)، وأهمها كلها تارينتوم (طارنت) (272 ق م). بعدها عقدوا تحالفات مؤقتة مع الرومان لكنهم انشغلوا أكثر في العداوات أثناء الحروب السامنية. وأثناء وصول بيروس الإبيري إلى إيطاليا (281 ق م) كانوا من أوائل من أعلن مصالحته، ووجدوا أنفسهم معرضين لغضب روما عندما غادر بيروس وترك حلفائه تحت رحمة الرومان. أصبحوا خاضعين للرومان بعد عدة حملات (272 ق م). ورغم هذا ناصروا هنيبعل أثناء الحرب البونية الثانية (216 ق م)، ودمرت أرضهم أثناء عدة حملات قام بها الجيشان. ولم تتعافى المنطقة بعدها من هذه الكوارث، وتحت حكم الرومان تدهورت حالتها بشكل كبير، وأتت الحرب الاجتماعية التي فيها شارك فيها اللوكانيون مع السامنيين ضد روما (90 – 88 ق م) فكانت هذه الضربة الأخيرة. وفي زمن سترابون، اضمحلت أهمية المدن اليونانية على الساحل، وكان هذا بسبب نقصان السكان والزراعة، حيث بدأت الملاريا تتفشى بسرعة. وكانت هناك بضع بلدات في الدواخل ولم تكن ذات أهمية. تم استغلال جزء كبير من المحافظة للرعي، والجبال تغطيها الغابات، وتكثر فيها الخنازير البرية والدببة والذئاب. وكان هناك حوالي خمس عشرة مدينة مستقلة، لكن لم تكن لها أهمية تذكر.
تم توحيد لوكانية دائما مع منطقة بروتي تحت حكم الإمبراطورية الرومانية لأغراض لإدارية، وهو ما استمر عليه ثيودوريك العظيم. شكل الاثنان معا منطقة أغسطس.

## حواضر الإقليم
البلدات على الساحل الشرقي كانت – ميتابونتوم، بضعة أميال جنوب برادانوس؛ وهرقلية اللوكانية في مصب نهر أكيريس؛ وسيريس على النهر بنفس الاسم. تقع مدينة سيباريس قرب الحدود الجنوبية، والتي دمرت في عام 510 ق م، لكنها استبدلت بمدينة ثوريي بعد ذلك. على الساحل الغربي انتصبت بوزسيدونيا التي عرفت تحت حكم الرومان باسم بايستوم؛ تحت ذلك تأتي إيليا أو ويليا كما سماها الرومان، بيكسوس التي سماها الرومان بوكسينتوم (وهي الآن بوليكاسترو بوسينتينو)، ولاوس قرب حدود المحافظة نحو بروتيوم. من بين بلدات الدواخل يمكن اعتبار الأكثر أهمية بينها بوتينتيا (واسمها الآن بوتنسا). إلى الشمال، قرب حدود أبوليا، كانت بانتيا (أو بانزي الآن)، بينما كانت مدينة أكيرونتيا (أتشيرينزا) تنتمي إلى إقليم أبوليا؛ بينما باتجاه الجنوب من بوتينتيا كان غرومنتوم، وأبعد في ذلك الاتجاه كانت مدن نيرولوم ومورانوم. في وادي نهر تاناغروس كانت توجد مدينة أتينا، وفوروم بوبيلي وكونسيليوم (قرب سالا كونسيلينا)؛ وإبوري (إبولي) ووولسكي (بوتشينو)، مع أن شمال نهر سيلاروس أدخل أيضا ضمن لوكانية. وطريق فيا بوبيليا يعبر المنطقة من الشمال إلى الجنوب، حيث يدخلها في الشمال الغربي؛ وطريق فيا هركوليا يأتي جنوبا من طريق فيا أبيا ويعبر بوتنتيا وغرومنتوم، ويدخل فيه طريق فيا بوبيليا قرب حافة الجنوبية الغربية للمنطقة: بينما يسير طريق آخر بلا اسم بمحاذاة الساحل الشرقي والطرق الأخرى أقل أهمية تستمر غربا من بوتنتيا إلى فيا بوبيليا، وإلى الشمال الغربي إلى فيا أبيا وشرقا من غرومنتوم إلى الساحل في هرقلية.

## الاستحدام اللاحق
يعود اسم بازيليكاتا الحديث إلى القرن العاشر الميلادي عندما كانت المنطقة تحت السيطرة البيزنطية. تمت إعادة تسمية المنطقة وانقسمت إلى لوكانية الشرقية والغربية (Lucania Orientale و Lucania Occidentale) لفترة قصيرة من الزمن خلال ثورة كاربونيريا عامي 1820-1821، ومن النصف الأخير من القرن التاسع عشر كانت هناك حملة لإعادة الاسم. تم إجراء التغيير في عام 1932، مع استرداد النظام الفاشستي لرموز الإمبراطورية الرومانية، وبالتالي تم نقضه بعد فترة قصيرة من الحرب، في عام 1947. لا يزال اسم لوكانية يستخدم عاميا كمرادف لبازيليكاتا.